# Chaetodon melapterus
Chaetodon melapterus är en fiskart som beskrevs av Guichenot, 1863. Chaetodon melapterus ingår i släktet Chaetodon och familjen Chaetodontidae. IUCN kategoriserar arten globalt som livskraftig. Inga underarter finns listade i Catalogue of Life.